# فردوسية
فردوسية (بالفارسية: فردوسیه) هي مدينة تقع في إيران في قسم. يقدر عدد سكانها بـ 20,854 نسمة .